# We Baby Bears – Bärchen wie wir/Episodenliste

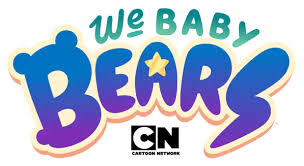
We Baby Bears (Logo)

Diese Liste enthält alle Episoden der US-amerikanischen Zeichentrickserie We Baby Bears – Bärchen wie wir, sortiert nach der Erstausstrahlung in den Vereinigten Staaten. Die Serie umfasst zwei Staffeln mit 79 Episoden.

## Übersicht
| Staffel | Episodenzahl | Erstausstrahlung USA | Erstausstrahlung USA | Erstausstrahlung DE | Erstausstrahlung DE |
| Staffel | Episodenzahl | Staffelpremiere      | Staffelfinale        | Staffelpremiere     | Staffelfinale       |
| ------- | ------------ | -------------------- | -------------------- | ------------------- | ------------------- |
| 1       | 40           | 1. Januar 2022       | 13. Mai 2023         | 25. April 2022      | 23. Juni 2023       |
| 2       | 39           | 17. Juni 2023        | –                    | 11. März 2024       | 13. April 2025      |

## Staffel 1
| Nr. (gesamt) | Nr. (Staffel) | Originaltitel                   | Erstausstrahlung USA (Cartoon Network) | Deutscher Titel                 | Erstausstrahlung DE (Cartoon Network) | Regie                                | Drehbuch                 |
| ------------ | ------------- | ------------------------------- | -------------------------------------- | ------------------------------- | ------------------------------------- | ------------------------------------ | ------------------------ |
| 1            | 1             | The Magical Box                 | 1. Januar 2022                         | Der magische Karton             | 25. April 2022                        | Manny Hernandez                      | Manny Hernandez          |
| 2            | 2             | Bears And The Beanstalk         | 1. Januar 2022                         | Die Bärchen und die Bohnenranke | 26. April 2022                        | George Kaprielian                    | Mikey Heller             |
| 3            | 3             | Boo-Dunnit                      | 1. Januar 2022                         | Das Geisterhaus                 | 28. April 2022                        | George Kaprielian                    | Shawn Pearlman           |
| 4            | 4             | The Little Mer-Bear             | 1. Januar 2022                         | Die kleine Bärjungfrau          | 27. April 2022                        | George Kaprielian                    | Mikey Heller             |
| 5            | 5             | Modern-ish Stone Age Family     | 1. Januar 2022                         | Die moderne Steinzeit-Familie   | 29. April 2022                        | –                                    | Kris Mukai               |
| 6            | 6             | Excalibear                      | 1. Januar 2022                         | Exkalibär                       | 26. April 2022                        | –                                    | Mikey Heller             |
| 7            | 7             | Meat House                      | 1. Januar 2022                         | Das Steakhaus                   | 28. April 2022                        | –                                    | Mikey Heller             |
| 8            | 8             | The Pirate Parrot Polly         | 1. Januar 2022                         | Piraten-Papagei Polly           | 27. April 2022                        | –                                    | Kris Mukai               |
| 9            | 9             | Baby Bear Genius                | 1. Januar 2022                         | Baby-Bär-Genie                  | 30. April 2022                        | –                                    | Mikey Heller             |
| 10           | 10            | Bug City Sleuths                | 1. Januar 2022                         | Die Bärenschnüffler             | 1. Mai 2022                           | –                                    | Dick Grunert             |
| 11           | 11            | Hashtag Number One Fan          | 3. Januar 2022                         | Pandas größter Fan              | 29. April 2022                        | –                                    | Kris Mukai               |
| 12           | 12            | Snow Place Like Home            | 3. Januar 2022                         | Die Schneemann-Party            | 25. April 2022                        | –                                    | Kris Mukai               |
| 13           | 13            | Fiesta Day                      | 10. Januar 2022                        | Fiesta für immer!               | 3. Mai 2022                           | –                                    | Mikey Heller             |
| 14           | 14            | Baba Yaga House                 | 10. Januar 2022                        | Baba Jagas Haus                 | 3. Mai 2022                           | –                                    | Mikey Heller             |
| 15           | 15            | Bears In The Dark               | 17. Januar 2022                        | Bären im Dunkeln                | 08. Juni 2022 (Magenta TV)            | George Kaprielian                    | Shakira Pressley         |
| 16           | 16            | Big Trouble Little Babies       | 17. Januar 2022                        | Kleine Babys, großer Ärger      | 1. Mai 2022                           | George Kaprielian, Christina Chang   | Shawn Pearlman           |
| 17           | 17            | Triple T Tigers                 | 24. Januar 2022                        | Tanzende Tiger                  | 2. Mai 2022                           | George Kaprielian                    | Charley Feldman          |
| 18           | 18            | Panda’s Family                  | 24. Januar 2022                        | Pandas Familie                  | 2. Mai 2022                           | George Kaprielian                    | Kris Mukai               |
| 19           | 19            | A Tale Of Two Ice Bears         | 31. Januar 2022                        | Der doppelte Eisbär             | 23. Mai 2022                          | George Kaprielian                    | Mikey Heller             |
| 20           | 20            | Unica                           | 31. Januar 2022                        | Die Wald-Beschützerin           | 13. März 2023                         | George Kaprielian                    | Mikey Heller, Kris Mukai |
| 21           | 21            | Sheep Bears                     | 2. Mai 2022                            | Chef der Schafe                 | 13. März 2023                         | George Kaprielian                    | Charley Feldman          |
| 22           | 22            | Ice Bear’s Pet                  | 3. Mai 2022                            | Die Bären und das Biest         | 14. März 2023                         | George Kaprielian                    | Mikey Heller             |
| 23           | 23            | Dragon Pests                    | 4. Mai 2022                            | Leben im Luxus                  | 14. März 2023                         | Caroline Director, George Kaprielian | Shawn Pearlman           |
| 24           | 24            | No Land, All Air!               | 5. Mai 2022                            | Die Wolkenwelt                  | 15. März 2023                         | Caroline Director, George Kaprielian | Kris Mukai               |
| 25           | 25            | Tooth Fairy Tech                | 6. Mai 2022                            | Die Zahnfee-Bären               | 15. März 2023                         | Caroline Director, George Kaprielian | Lindsay Kerns            |
| 26           | 26            | High Baby Fashion               | 18. Juli 2022                          | Modische Babybären              | 16. März 2023                         | Caroline Director                    | Jen Bardekoff            |
| 27           | 27            | Teddi Bear                      | 19. Juli 2022                          | Teddi Bär                       | 16. März 2023                         | Caroline Director                    | –                        |
| 28           | 28            | A Gross Worm                    | 20. Juli 2022                          | Pandas Wurm                     | 17. März 2023                         | Caroline Director                    | –                        |
| 29           | 29            | A Real Crayon                   | 21. Juli 2022                          | Ein echter Stift                | 17. März 2023                         | Caroline Director                    | –                        |
| 30           | 30            | Witches                         | 8. Oktober 2022                        | Hexen                           | 20. März 2023                         | Caroline Director                    | –                        |
| 31           | 31            | Happy Bouncy Fun Town           | 8. Oktober 2022                        | Die fröhliche Hüpf-Spaß-Stadt   | 19. Juni 2023                         | Caroline Director                    | –                        |
| 32           | 32            | Back To Our Regular Time Period | 15. Oktober 2022                       | Eine Reise in die Vergangenheit | 19. Juni 2023                         | Caroline Director                    | Karen Joseph Adcock      |
| 33           | 33            | Bath On The Nile                | 22. Oktober 2022                       | Bad am Nil                      | 20. Juni 2023                         | Caroline Director                    | –                        |
| 34           | 34            | Bubble Fields                   | 29. Oktober 2022                       | Das Seifenblasenchaos           | 21. Juni 2023                         | Caroline Director                    | –                        |
| 35           | 35            | Who Crashed The RV              | 7. Januar 2023                         | Das kaputte Wohnmobil           | 22. Juni 2023                         | Caroline Director                    | –                        |
| 36           | 36            | Temple Bears                    | 14. Januar 2023                        | Ein Tempel voller Rätsel        | 20. Juni 2023                         | Caroline Director                    | –                        |
| 37           | 37            | Lighthouse                      | 21. Januar 2023                        | Der Leuchtturm                  | 21. Juni 2023                         | Caroline Director                    | –                        |
| 38           | 38            | Doll’s House                    | 28. Januar 2023                        | Das Traumpuppenhaus             | 22. Juni 2023                         | Caroline Director                    | –                        |
| 39           | 39            | The Little Fallen Star (Part 1) | 13. Mai 2023                           | Die Sternenretter (1)           | 23. Juni 2023                         | Caroline Director                    | –                        |
| 40           | 40            | The Fallen Little Star (Part 2) | 13. Mai 2023                           | Die Sternenretter (2)           | 23. Juni 2023                         | Caroline Director                    | –                        |

## Staffel 2
| Nr. (gesamt) | Nr. (Staffel) | Originaltitel                                  | Erstausstrahlung USA (Cartoon Network) | Deutscher Titel                  | Erstausstrahlung DE (Cartoon Network) | Regie                                | Drehbuch                   |
| ------------ | ------------- | ---------------------------------------------- | -------------------------------------- | -------------------------------- | ------------------------------------- | ------------------------------------ | -------------------------- |
| 41           | 1             | The Big Wish (1)                               | 17. Juni 2023                          | Der große Wunsch (1)             | 11. März 2024                         | Caroline Director, George Kaprielian | Mikey Heller, Kris Mukai   |
| 42           | 2             | The Big Wish (2)                               | 17. Juni 2023                          | Der große Wunsch (2)             | 11. März 2024                         | Caroline Director, George Kaprielian | Mikey Heller, Kris Mukai   |
| 43           | 3             | Polly’s New Crew                               | 17. Juni 2023                          | Pollys neue Piraten-Crew         | 12. März 2024                         | Caroline Director                    | –                          |
| 44           | 4             | Bug City Frame Up (1)                          | 24. Juni 2023                          | Die Käferstadt (1)               | 13. März 2024                         | Caroline Director                    | Mikey Heller, Kris Mukai   |
| 45           | 5             | Bug City Frame Up (2)                          | 24. Juni 2023                          | Die Käferstadt (2)               | 13. März 2024                         | Caroline Director                    | Mikey Heller, Kris Mukai   |
| 46           | 6             | The Great Veggie War (1)                       | 1. Juli 2023                           | Die große Gemüseschlacht (1)     | 14. März 2024                         | Caroline Director                    | Mikey Heller, Kris Mukai   |
| 47           | 7             | The Great Veggie War (2)                       | 1. Juli 2023                           | Die große Gemüseschlacht (2)     | 14. März 2024                         | Caroline Director                    | Mikey Heller, Kris Mukai   |
| 48           | 8             | Unica’s House                                  | 26. August 2023                        | Unicas Haus                      | 17. Juni 2024                         | Caroline Director                    | Kris Mukai                 |
| 49           | 9             | Rexford’s Nectar                               | 26. August 2023                        | Rexfords Nektar                  | 18. Juni 2024                         | Caroline Director                    | Mikey Heller               |
| 50           | 10            | Grizz’s Doc                                    | 26. August 2023                        | Der Backwettbewerb               | 19. Juni 2024                         | Caroline Director                    | Kris Mukai                 |
| 51           | 11            | Triple T Tiger Lilies                          | 26. August 2023                        | Die Tanzende Tiger-Lilie         | 20. Juni 2024                         | Caroline Director                    | Madeline Khare             |
| 52           | 12            | After Bedtime                                  | 26. August 2023                        | Unicas Horn                      | 21. Juni 2024                         | Caroline Director                    | Madeline Khare             |
| 53           | 13            | The Parade                                     | 26. August 2023                        | Die Parade                       | 24. Juni 2024                         | Caroline Director                    | Kris Mukai                 |
| 54           | 14            | The Big Bloom (1)                              | 26. August 2023                        | Die Große Blüte (1)              | 25. Juni 2024                         | Caroline Director                    | Mikey Heller               |
| 55           | 15            | The Big Bloom (2)                              | 26. August 2023                        | Die Große Blüte (2)              | 25. Juni 2024                         | Caroline Director                    | Mikey Heller               |
| 56           | 16            | Return To The Sea                              | 25. Mai 2024                           | Zurück im Meer                   | 23. September 2024                    | –                                    | Mikey Heller               |
| 57           | 17            | Shark!                                         | 25. Mai 2024                           | Hai!                             | 23. September 2024                    | –                                    | Mikey Heller               |
| 58           | 18            | Sunken Sub                                     | 26. Mai 2024                           | Das U-Boot-Abenteuer             | 24. September 2024                    | Caroline Director                    | Kris Mukai                 |
| 59           | 19            | Flounder Fam                                   | 1. Juni 2024                           | Flunder-Familie                  | 24. September 2024                    | Caroline Director                    | Kris Mukai                 |
| 60           | 20            | Land World                                     | 2. Juni 2024                           | Die Land-Welt                    | 25. September 2024                    | Caroline Director                    | Madeline Khare             |
| 61           | 21            | Bermuda Baby Bears                             | 7. Juni 2024                           | Bermuda Baby Bären               | 25. September 2024                    | Caroline Director                    | Mikey Heller               |
| 62           | 22            | Welcome To Atlantis (1)                        | 9. Juni 2024                           | Willkommen in Atlantis (1)       | 26. September 2024                    | Caroline Director                    | Kris Mukai, Madeline Khare |
| 63           | 23            | Welcome To Atlantis (2)                        | 9. Juni 2024                           | Willkommen in Atlantis (2)       | 26. September 2024                    | Caroline Director                    | Kris Mukai, Madeline Khare |
| 64           | 24            | First Day Of Art School                        | –                                      | Erster Tag an der Kunstschule    | 2. Februar 2025                       | Caroline Director                    | Mikey Heller               |
| 65           | 25            | Intermediate Photography                       | –                                      | Kamera mit Weitblick             | 2. Februar 2025                       | Caroline Director                    | Madeline Khare             |
| 66           | 26            | Independent Study: Mass Appeal                 | –                                      | Geschmackssache                  | 8. Februar 2025                       | Caroline Director                    | Kris Mukai                 |
| 67           | 27            | Advanced Ceramics                              | –                                      | Töpferkunst für Fortgeschrittene | 8. Februar 2025                       | Caroline Director                    | Madeline Khare             |
| 68           | 28            | Graduation Day                                 | –                                      | Tag der Abschlussfeier           | 9. Februar 2025                       | Caroline Director                    | Kris Mukai                 |
| 69           | 29            | Three Bears And A Dippy                        | –                                      | Drei Bären und eine Dippy        | 25. Januar 2025                       | Caroline Director                    | Kris Mukai                 |
| 70           | 30            | Space Beach                                    | –                                      | Weltraumstrand                   | 25. Januar 2025                       | Caroline Director                    | Mikey Heller               |
| 71           | 31            | Black Hole                                     | –                                      | Schwarzes Loch                   | 26. Januar 2025                       | Caroline Director                    | Madeline Khare             |
| 72           | 32            | Uncle Orion                                    | –                                      | Onkel Orion                      | 26. Januar 2025                       | Caroline Director                    | Kris Mukai                 |
| 73           | 33            | The Wish Cannon                                | –                                      | Die Wunschkanone                 | 1. Februar 2025                       | Caroline Director                    | Madeline Khare             |
| 74           | 34            | Intergalactic Party Crashers                   | –                                      | Intergalaktische Partycrasher    | 1. Februar 2025                       | Caroline Director                    | Mikey Heller               |
| 75           | 35            | Worlds Apart Episode 1: Blarfenpleepo          | –                                      | Blarfenpleepo                    | 12. April 2025                        | –                                    | –                          |
| 76           | 36            | Worlds Apart Episode 2: Grizz Island           | –                                      | Grizz auf einer einsamen Insel   | 12. April 2025                        | –                                    | –                          |
| 77           | 37            | Worlds Apart Episode 3: Panda Goes West        | –                                      | Panda im wilden Westen           | 12. April 2025                        | –                                    | –                          |
| 78           | 38            | Worlds Apart Episode 4: Ice Bear V. Cyber City | –                                      | Eisbär in Cyberstadt             | 13. April 2025                        | –                                    | –                          |
| 79           | 39            | The Box And The Fox                            | –                                      | Kartönchen und der Fuchs         | 13. April 2025                        | –                                    | –                          |